# اجیهالی، دوانگر
اجیهالی، دوانگر (به انگلیسی: Ajjihalli, Davanagere) یک روستا در هند است که در کارناتاکا واقع شده‌است.